# Contragambito Falkbeer
|       |       |       |       |       |       |       |       |       |  |
|       | a8 rd | b8 nd | c8 bd | d8 qd | e8 kd | f8 bd | g8 nd | h8 rd |  |
| a7 pd | b7 pd | c7 pd | d7    | e7    | f7 pd | g7 pd | h7 pd |       |  |
| a6    | b6    | c6    | d6    | e6    | f6    | g6    | h6    |       |  |
| a5    | b5    | c5    | d5 pd | e5 pd | f5    | g5    | h5    |       |  |
| a4    | b4    | c4    | d4    | e4 pl | f4 pl | g4    | h4    |       |  |
| a3    | b3    | c3    | d3    | e3    | f3    | g3    | h3    |       |  |
| a2 pl | b2 pl | c2 pl | d2 pl | e2    | f2    | g2 pl | h2 pl |       |  |
| a1 rl | b1 nl | c1 bl | d1 ql | e1 kl | f1 bl | g1 nl | h1 rl |       |  |
|       |       |       |       |       |       |       |       |       |  |

El contragambito Falkbeer es una forma de luchar contra el Gambito de rey (ECO C31-C32). Se trata de una variante del Gambito de rey declinado, pero los planteamientos estratégicos son totalmente diferentes, por lo que merece artículo aparte.
Para empezar, los objetivos estratégicos del Gambito de rey quedan totalmente frustrados con una sola jugada: ni se abre la columna f ni se forma un centro fuerte y móvil. Además, tras la jugada 3.... dxe4, el desarrollo del blanco se hace muy difícil: sus piezas tardan en salir y se estorban. No obstante, y con un juego correcto —que el blanco debe conocer si pretende jugar el Gambito de rey—, las blancas pueden superar los problemas y llegar a una posición equilibrada.
Línea principal

1.e4 e5
2.f4 d5
1.e4 e5 2.f4 d5 3.exd5 Línea principal
1.e4 e5 2.f4 d5 3.exd5 e4
1.e4 e5 2.f4 d5 3.exd5 e4 4.Cc3
1.e4 e5 2.f4 d5 3.exd5 e4 4.Ab5+
1.e4 e5 2.f4 d5 3.exd5 e4 4.d3
1.e4 e5 2.f4 d5 3.exd5 e4 4.d3 Cf6 5.Cc3 Ab4 6.Ad2 e3
1.e4 e5 2.f4 d5 3.exd5 e4 4.d3 Cf6 5.dxe4
1.e4 e5 2.f4 d5 3.exd5 e4 4.d3 Cf6 5.dxe4 Cxe4 6.Cf3 Ac5 7.De2 Af2+ 8.Rd1 Dxd5+ 9.Cfd2
1.e4 e5 2.f4 d5 3.exd5 e4 4.d3 Cf6 5.dxe4 Cxe4 6.Cf3 Ac5 7.De2 Af5
1.e4 e5 2.f4 d5 3.exd5 e4 4.d3 Cf6 5.dxe4 Cxe4 6.Cf3 Ac5 7.De2 Af5 8.g4 0-0
1.e4 e5 2.f4 d5 3.exd5 e4 4.d3 Cf6 5.dxe4 Cxe4 6.De2
1.e4 e5 2.f4 d5 3.exd5 e4 4.d3 Cf6 5.dxe4 Cxe4 6.De2 Dxd5 7.Cd2 f5 8.g4
1.e4 e5 2.f4 d5 3.exd5 e4 4.d3 Cf6 5.Cd2
1.e4 e5 2.f4 d5 3.exd5 e4 4.d3 Cf6 5.De2
1.e4 e5 2.f4 d5 3.exd5 c6
1.e4 e5 2.f4 d5 3.Cc3